# ام‌اس آشیل لورو
اِم‌اِس آشیل لورو (MS Achille Lauro) یک کشتی تفریحی مستقر در ناپل ایتالیا بود. این کشتی که به‌عنوان، یک کشتی مسافربری ساخته شده بود، توسط اعضای جبههٔ آزادی‌بخش فلسطین در سال ۱۹۸۵ ربوده شد.
این کشتی در دو حادثهٔ دیگر نیز دچار دو برخورد جدی شد (در سال ۱۹۵۳ با ام‌اس اورنج و در سال ۱۹۷۵ با کشتی باری یوسف) و چهار آتش‌سوزی یا انفجار در داخل کشتی (در ۱۹۶۵، ۱۹۷۲، ۱۹۸۱ و ۱۹۹۴) رخ داد. در آخرین مورد، در سال ۱۹۹۴، این کشتی در اقیانوس هند در سواحل سومالی آتش گرفت و غرق شد.

## طراحی و ساخت
این کشتی پس از جنگ جهانی دوم و در ژوئیهٔ ۱۹۴۶ با نام "ویلم رویس" در هلند به آب انداخته شد. این کشتی به نام نوهٔ بنیان‌گذار "روتردامشه لوید" که در طول جنگ به گروگان گرفته شد و به ضرب گلوله کشته شد، نام‌گذاری شد.
ویلم رویس در اواخر سال ۱۹۴۷ تکمیل شد و دارای ۱۹۲ متر (۶۳۰ فوت) طول، ۲۵ متر (۸۲ فوت) عرض، و ۸٫۹ متر (۲۹٫۲ فوت) ارتفاع بود و وزن آن ۲۱۱۱۹ تن ناخالص ثبت شده بود. هشت موتور سولزر آن دو پروانه را به حرکت درمی‌آوردند و این کشتی می‌توانست ۹۰۰ مسافر را در خود جای دهد.
ویلم رویس پیشگام قایق‌های نجات آلومینیومی آویخته در کناره‌های بدنه بود. اکنون همهٔ کشتی‌های کروز از این طرح پیروی می‌کنند و از پلاستیک تقویت‌شده با فایبرگلاس (FRP) برای بدنهٔ قایق‌های نجات استفاده می‌شود.

## پیشینهٔ خدمات

### با عنوان ویلم رویس

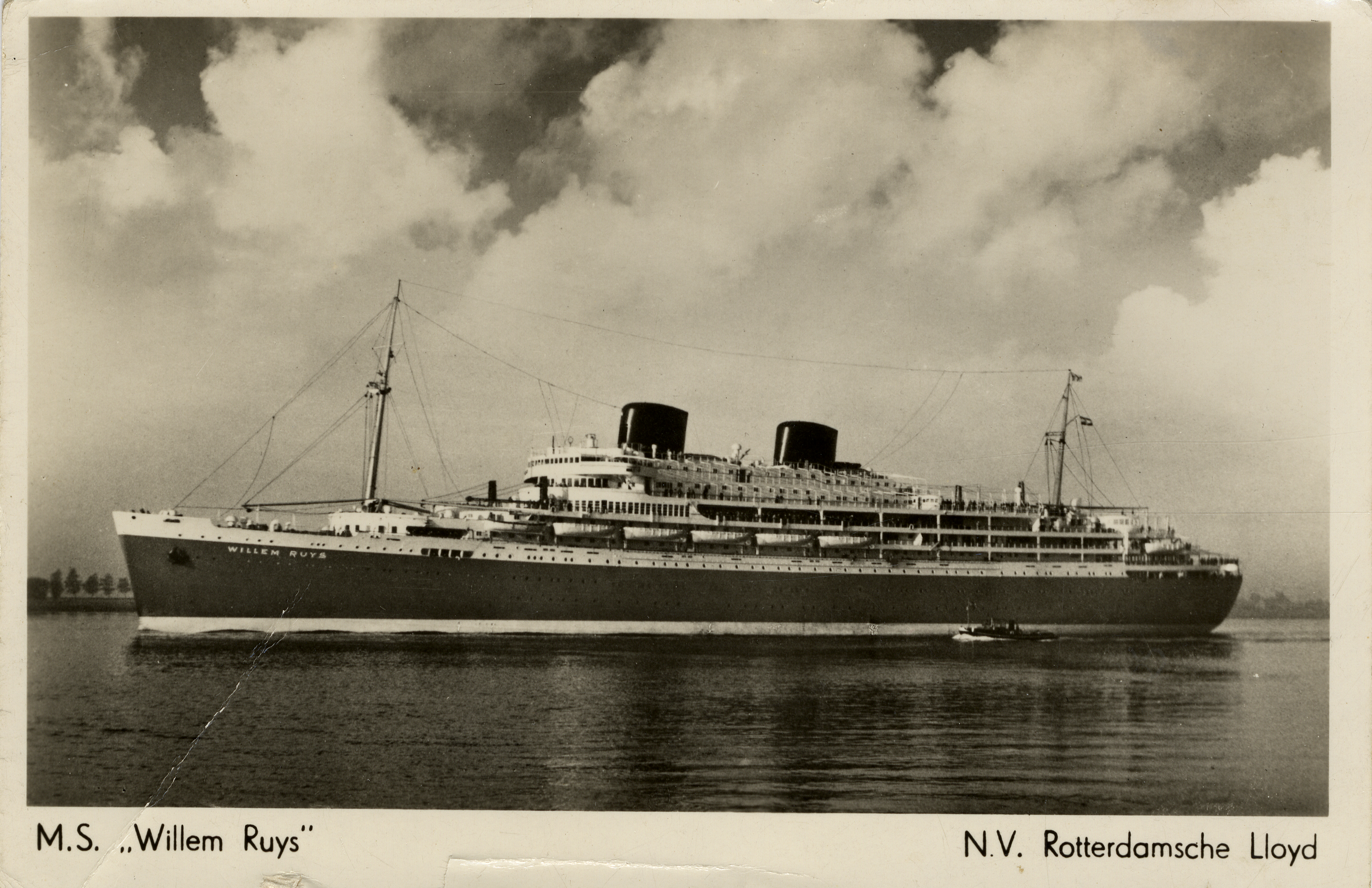
ام‌اس ویلم رویس

#### در مسیر هند شرقی
ویلم رویس، نخستین سفر خود را در ۵ دسامبر ۱۹۴۷ آغاز کرد و به همراه رقیب و همکار اصلی خود، ام‌اس اورانج از خط هلند، به یک وسیلهٔ ثابت در مسیر هند شرقی هلند تبدیل شد. با این‌حال، زمانی که هند شرقی در سال ۱۹۴۹ از هلند استقلال یافت، تعداد مسافران کاهش یافت.

#### برخورد با اورنج
در ۶ ژانویهٔ ۱۹۵۳، ویلم رویس در دریای سرخ با کشتی همتای خود، ام‌اس اورانج برخورد کرد. ام‌اس اورانج در جهت مخالف حرکت می‌کرد. در آن زمان مرسوم بود که کشتی‌های مسافربری با فاصله‌ای نزدیک از کنار هم عبور کرده تا مسافران خود را سرگرم کنند. در طول نزدیک شدن ناگهانی و سریع اورانج (که بعداً مورد انتقاد شدید قرار گرفت)، ویلم رویس یک چرخش غیرمنتظره به سمت چپ انجام داد که منجر به برخورد شد. اورانج به‌شدت آسیب دید و ویلم رویس آسیب کمتری دید و این رویداد، تلفات جانی نداشت. بعدتر مشخص شد که ارتباط نادرست در هر دو کشتی باعث این برخورد شده‌است.
در پایان سال ۱۹۶۴، به‌دلیل کاهش شدید تعداد مسافران، ویلم رویس در روتردام مستقر شد و به فروش گذاشته شد.

### با عنوان آشیل لورو

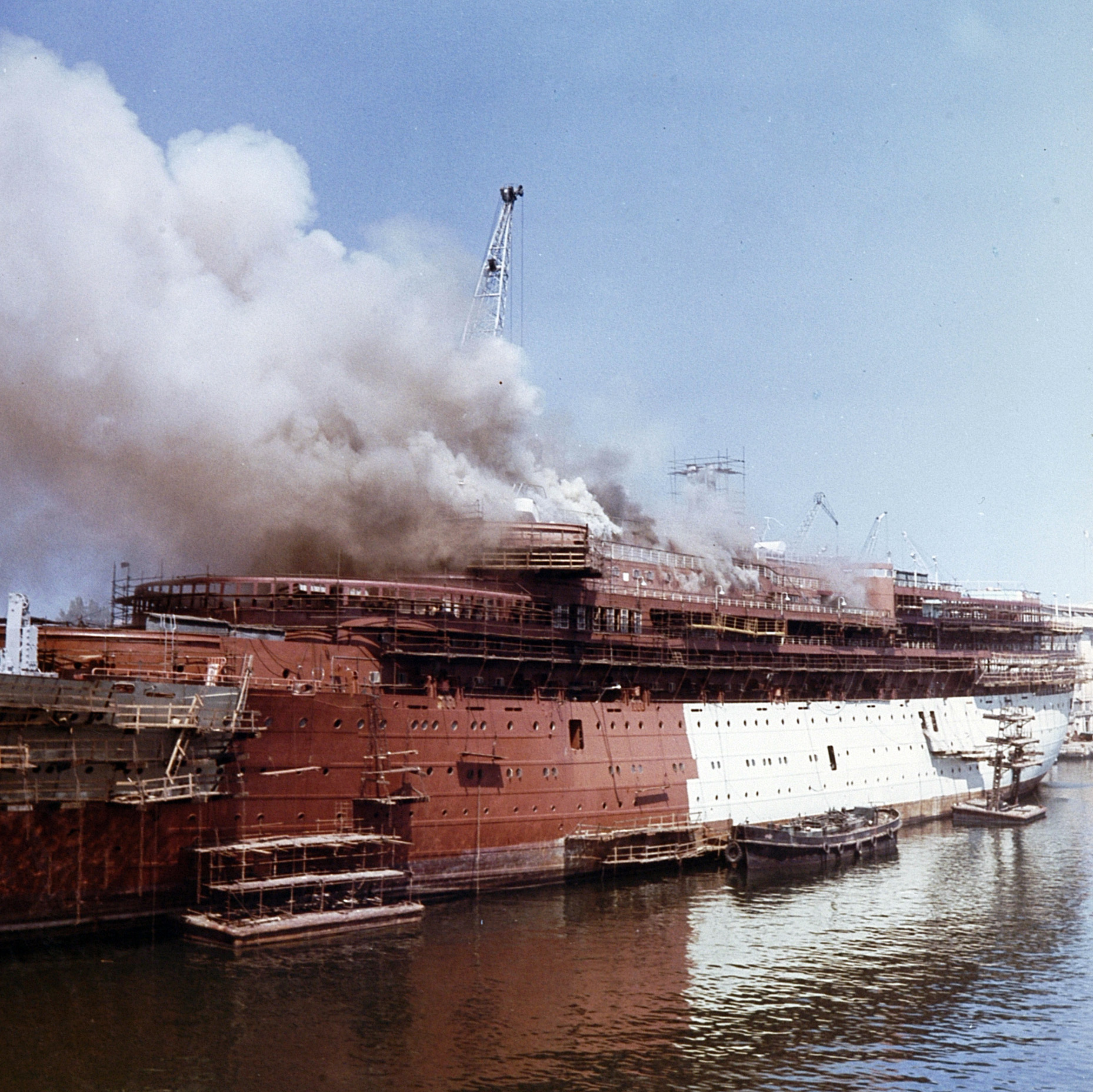
آشیل لورو هنگام بازسازی و تغییر و توسعه در سال ۱۹۶۵ آتش گرفت.

این کشتی در سال ۱۹۶۵ به ام‌اس‌سی کروزس فروخته شد و به‌نام آشیل لورو، نام مالک این شرکت تغییر نام داد. آشیل لورو پس از یک انفجار در اوت ۱۹۶۵ به‌طور گسترده بازسازی و مدرن‌سازی شد و در سال ۱۹۶۶ با حمل مسافران به سیدنی استرالیا دوباره وارد خدمت شد. این کشتی در تخلیهٔ خانواده‌های نظامیان انگلیسی که در ناآرامی‌های عدن گرفتار شده بودند، نقش داشت و یکی از آخرین ترانزیت‌های شمال را از طریق کانال سوئز پیش از بسته شدن آن در طول جنگ شش‌روزه انجام داد.
آشیل لورو در اوایل سال ۱۹۷۲ به یک کشتی تفریحی تبدیل شد و در همان زمان، دچار یک آتش‌سوزی فاجعه‌بار شد. یک برخورد در سال ۱۹۷۵ با کشتی باری یوسف منجر به غرق شدن کشتی دوم شد و آتش‌سوزی دیگری در کشتی در سال ۱۹۸۱ آن را برای مدتی از خدمت خارج کرد. در پی ورشکستگی شرکت در سال ۱۹۸۲ آشیل لورو در تنریف مستقر شد و در ۱۹۸۵ شرکت چاندریس لاین آن را به خدمت گرفت.

#### ربایش در سال ۱۹۸۵
در ۷ اکتبر ۱۹۸۵، چهار نفر از اعضای جبههٔ آزادی‌بخش فلسطین (PLF) کنترل این کشتی مسافربری را در نزدیکی مصر و در مسیر اسکندریه به سمت پورت سعید به‌دست گرفتند. آن‌ها با گروگان‌گیری مسافران و خدمهٔ کشتی، کشتی را به سمت طرطوس سوریه هدایت کردند و خواستار آزادی ۵۰ فلسطینی شدند که در زندان‌های اسرائیل بودند. ربایندگان پس از این‌که اجازهٔ لنگر انداختن در طرطوس را دریافت نکردند، «لئون کلینگ هافر» مسافر یهودی-آمریکایی معلول را کشتند و سپس جسد او را به دریا انداختند.
سپس کشتی به سمت پورت سعید بازگشت و پس از دو روز مذاکره، ربایندگان موافقت کردند که در ازای رفتار ایمن، کشتی را ترک کنند و با یک هواپیمای تجاری مصری به سمت تونس پرواز کنند. آن هواپیما نیز توسط اف-۱۴ تامکت‌های نیروی دریایی ایالات متحده رهگیری و در سیسیل به زمین نشانده شد. در آن‌جا، نیروهای دلتای ایالات متحده تلاش ناموفقی برای بیرون کشیدن هواپیماربایان به منظور محاکمهٔ آن‌ها در ایالات متحده کردند که این موضوع منجر به آغاز بحران سیگونلا شد. این چهار تروریست در نهایت توسط دادگاه‌های ایتالیا به حبس محکوم شدند، در حالی‌که مغز متفکر عملیات که به‌طور فیزیکی در ربایش شرکت نکرده بود، به یوگسلاوی منتقل و متواری شد.

#### سال‌های بعد، آتش‌سوزی و غرق شدن
آشیل لورو در سال ۱۹۸۹ توسط شرکت کشتیرانی مدیترانه تصاحب شد و به «استار لورو» تغییر نام پیدا کرد.
این کشتی در عصر ۳۰ نوامبر ۱۹۹۴، هنگام حرکت به سمت آفریقای جنوبی در سواحل سومالی با ۹۷۹ مسافر و خدمه آتش گرفت. در آن هنگام، مقامات ایتالیایی گفتند که آتش‌سوزی ناشی از یک ته‌سیگار بوده، اما تجزیه و تحلیل‌های بعدی نشان می‌دهد که آتش در موتورخانه پس از انفجار یکی از میل‌لنگ‌ها شروع شده و آتش به‌دلیل عدم نظارت، از کنترل خارج شده‌است. در جریان تخلیه و انتقال به قایق‌های امداد، دو نفر کشته و هشت نفر مجروح شدند. آشیل لورو دو روز بعد در ۲ دسامبر ۱۹۹۴ غرق شد، و لاشهٔ آن مکان‌یابی نشد.

## مطالعهٔ بیشتر
- Bohn, Michael K. (2004). The Achille Lauro Hijacking: Lessons in the Politics and Prejudice of Terrorism. Potomac Books, Inc. شابک ‎۹۷۸−۱−۵۷۴−۸۸۷۷۹−۲ISBN ۹۷۸-۱-۵۷۴-۸۸۷۷۹-۲.